# Elephantulus revoili
Espèce
Statut de conservation UICN

 DD  : Données insuffisantes
Synonymes
Elephantulus revoilii

Elephantulus revoili

Macroscelides revoilii Huet, 1881
Galegeeska revoili, la musaraigne-éléphant de Somalie ou rat à trompe de Somalie, est une espèce de rat à trompe (ordre des Macroscelidea) endémique de Somalie et que l'on rencontre dans les forêts d'arbrisseaux et les déserts brûlants.

## Habitat
Son habitat naturel est un désert aride et semi-aride avec des substrats rocheux et des arbustes clairsemés. Dans certaines parties de la Somalie, le musaraigne-éléphant de Somalie et Elephantulus rufescens peuvent être localement sympatriques. On le trouve dans le nord de la Corne de l'Afrique ; on pensait autrefois qu'il était exclusivement endémique à la Somalie, mais une observation en 2020 indique également qu'ils se trouvent à Djibouti et potentiellement en Éthiopie.

## Classification
Il était autrefois classé dans le genre Elephantulus, mais une étude de 2020 a révélé qu'il s'agissait du taxon frère du clade contenant les genres Petrodromus et Petrosaltator ; et le genre Galegeeska a été inventé pour cela.

## Disparition et redécouverte
La musaraigne-éléphant de Somalie faisait partie des 25 espèces « perdues les plus recherchées » qui étaient au centre de l'initiative « Search for Lost Species » de Global Wildlife Conservation. Le 18 août 2020, 50 ans après sa dernière observation et son enregistrement, il a été annoncé qu'une population avait été découverte à Djibouti, la première documentée depuis 1968,,.